# 今道純近
今道 純近（いまみち すみちか）は、戦国時代から安土桃山時代にかけての武将。大村氏の家臣。

## 略歴
大村氏の一族で、大村家中で「惣役」と共に要職であった「兄頭役」に就いていた。元亀3年（1572年）7月、松浦氏らの援軍を得た後藤貴明の軍勢1500余が大村氏の本拠である三城城を急襲した「三城七騎籠り」では、純忠や大村純辰、朝長純盛、朝長純基、宮原純房、藤崎純久、渡辺純綱らと共に籠城し、純近は16名を率い三城城の搦手を守備した。城内には約80名程の家人や女子供しかいなかったが、援軍が来るまで持ち堪え、結果的に後藤勢を撤退に追い込んだ。